# Pinto Recodo (distrito)
Pinto Recodo é um distrito do Peru, departamento de San Martín, localizada na província de Lamas.

## Transporte
O distrito de Pinto Recodo é servido pela seguinte rodovia:
- SM-115, que liga o distrito à cidade de Lamas [1][2][3]